# 東京マーブルチョコレート
『東京マーブルチョコレート』（とうきょうマーブルチョコレート）は、Production I.G制作のオリジナルOVA作品。Production I.GとBMG JAPANの創立20周年を記念して制作された。
本編DVDは悠大とチヅル、二人の主人公のそれぞれの視点から描かれており、チヅルの視点で展開する「マタアイマショウ」編と、悠大の視点で展開する「全力少年」編に分かれる。キャラクターデザインは谷川史子。
キャラクターデザインの谷川史子による前日譚として、講談社から「東京マーブルチョコレートハロー、グッバイ、ハロー。」が刊行されている。
2007年10月27日に第20回東京国際映画祭に参加した。
2008年5月に韓国で行われたSICAF 2008にて、本作が長編部門グランプリを受賞した。
2008年8月23〜29日、シネマート六本木にてSICAFグランプリ受賞を記念しての凱旋上映が行われた。

## ストーリー
明るく元気だがドジな少女チヅルと、真面目で優しいが臆病な青年悠大。互いに今までの恋人とは長続きしなかった二人が、付き合って初めてのクリスマスを迎えようとしていたが…。不器用なカップルのすれ違いと想いをお互いの視点で描くピュアラブストーリー。

## 登場人物
チヅル
声 - 水樹奈々
「マタアイマショウ」編の主人公。悠大の恋人。カフェで働いている。
悠大
声 - 櫻井孝宏
「全力少年」編の主人公。チヅルの恋人。優しい性格だが気が弱い。
ミニロバ
声 - 岩田光央
悠大がチヅルの誕生日プレゼントとしてペットショップでウサギを購入したはずだったが、手違いで紛れこんでしまった。
ミキ
声 - 井上麻里奈
悠大が昔付き合っていた少女。
山田
声 - 中村悠一
チヅルが落とした携帯電話を偶然拾った青年。
高田先輩
声 - SEAMO
チヅルが働いているカフェの先輩。「マタアイマショウ」編に登場する。
タクヤ
声 - 岩田光央
街角の小さなペットショップ店員。「全力少年」編に登場する。大橋卓弥（スキマスイッチ）がモデル。
シンタ
声 - 岩田光央
同じく街角の小さなペットショップ店員。「全力少年」編に登場する。常田真太郎（スキマスイッチ）がモデル。

## スタッフ
- 原作・アニメーション制作 - Production I.G
- 監督 - 塩谷直義
- 脚本 - 尾崎将也
- キャラクターデザイン - 谷川史子
- サブキャラクターデザイン - 浅野恭司
- プロップデザイン・看板イラスト - 尾崎智美
- 作画監督 - 井川麗奈（「マタアイマショウ」編）、浅野恭司（「全力少年」編）
- 色彩設計 - 広瀬いづみ
- 美術監督 - 小林七郎
- 3DCGI - 佐藤敦
- 撮影監督 - 石黒晴嗣
- 編集 - 濱宇津妙子
- 音響監督 - 蝦名恭範
- 音楽 - 柳川剛
- プロデューサー - 栗原正弘、和田丈嗣
- 製作 - 東京マーブルチョコレート製作委員会（BMG JAPAN、フロンティアワークス、Production I.G）

## 主題歌
「マタアイマショウ」
　歌：SEAMO
「全力少年」
　歌：スキマスイッチ